# Талнах (река)
Талнах (Талнашка) — река на севере Красноярского края России, протекает в Таймырском Долгано-Ненецком районе и городском округе город Норильск, вдоль территории Талнаха — норильского района, бывшего города.

## Гидрография
Длина реки — 31 километр. Своё начало берёт с плато Путорана и впадает в реку Норильскую, являясь её правым притоком. В 25 километрах на северо-востоке от города Норильска на реке расположен район Талнах, который входит в состав города.
Высота истока — 634 метра над уровнем моря. Высота устья — 28 метров над уровнем моря.

### Водный режим
Бассейн реки расположен выше Северного полярного круга, в климатической зоне тундр и лесотундр, распространённой вечной мерзлоты. Питание реки смешанное — снеговое и дождевое. Половодье с июня по август. Замерзает в конце сентября, вскрывается в середине июня.
Гидрологический режим реки определяется крайне северным расположением бассейна реки с коротким летним периодом положительных температур; с неравномерным по высоте течением реки с большим падением русла; большим количеством осадков в течение года и наличием больших озёр в пределах водосбора.

## Экономическое значение
Река проходит вдоль района Талнах и пересекает железнодорожный путь, связывающий его с остальными районами Норильска, в связи с чем на нём расположено несколько мостов, среди которых один является автомобильным, по которому проходят все городские автобусные маршруты, связывающие его с остальными районами города и при этом является центральным въездом в район на правой стороне которого за несколько метров расположен въездной знак с надписью «Талнах 1965», железнодорожный мост, используемый только для грузовых перевозок и объездной мост.